# Rehnitettix olsufieffi
Rehnitettix olsufieffi är en insektsart som beskrevs av Günther, K. 1939. Rehnitettix olsufieffi ingår i släktet Rehnitettix och familjen torngräshoppor. Inga underarter finns listade i Catalogue of Life.